# Manuel Alvarado Ortega
Manuel Alvarado Ortega (Zipaquirá, Cundinamarca, 4 de junio de 1949) es un ingeniero civil e investigador colombiano, con postgrado y especializaciones a nivel nacional e internacional en hidráulica e ingeniería de ríos y costas.
Bachiller del Instituto Técnico Industrial de Zipaquirá e ingeniero civil de la Universidad Santo Tomás de Bogotá (1975). Posee un posgrado y es especializado en Hidráulica, ha trabajado en diversos proyectos a nivel nacional e internacional.

## Trayectoria
Es profesor en el Departamento de Ingeniería Civil y Ambiental de La Universidad del Norte en Barranquilla,
ha estado trabajando como Director del Instituto de Estudios Hidráulicos y Ambientales –IDEHA con Cormagdalena, en el Laboratorio de Ensayos Hidráulicos de Las Flores de la Universidad del Norte de Barranquilla, Atlántico - Colombia (enlace roto disponible en Internet Archive; véase el historial, la primera versión y la última).. Estudiando el río Magdalena para mejorar las condiciones de navegación y seguridad utilizando las mejores herramientas técnicas y asesoría a nivel mundial.
Como Director del Laboratorio de Ensayos Hidráulicos De Las Flores ha dirigido los proyectos ganadores del Premio Nacional Lorenzo Codazzi  en los años 1993, 2007 y segundo puesto en el premio Diodoro Sánchez 2009 otorgados por la Sociedad Colombiana de Ingenieros.
Gracias a sus trabajos se introdujo la asistencia satelital a la navegación fluvial en Colombia y se ha recolectado información sobre el cauce y cambios diarios del río Magdalena durante los últimos 20 años.

## Proyectos de Investigación
- Estudio Sobre río Cauca
- Operación Laboratorio las Flores

## Publicaciones
- Bocatoma Puerto Mallarino Resultados Modelo Físico. 12/1/1984
- Carac. Hidrosed. Río Magdalena. 12/1/1992
- Estabilización Rio Magdalena Sector Siape. 12/1/1988
- Estudio Geomorfológico Del río Magdalena. 12/1/1984
- Estudio Morfológico Del río Cauca. 12/1/1980
- Obras de Protección del Puente Pumarejo. 12/1/1991
- Plan de Restauración del Canal del Dique, Ediciones Uninorte. 12/1/2000
- Resultados Modelo Físico Descarga Máquinas Urra. 12/1/1986
- Resultados Modelo Físico Rio Magdalena-Barranquilla. 12/1/1984
- Resultados Modelo Físico Túneles Desviación Urra. 12/1/1985
- Seguimiento al Corte Artificial de un Meandro. 12/1/1991

## Premios Nacionales
Recibió el Premio Lorenzo Codazzi de la Asociación Colombiana de ingenieros que se otorga anualmente al autor del mejor trabajo que tienda al conocimiento del territorio colombiano.
- 1993, Río Magdalena Caracterización Hidrosedimentológica.
- 2007, Diseño e Implementación del Sistema de Asistencia Satelital A La Navegación En El Río Magdalena entre Barranquilla y Puerto Salgar SNS
- 2009, Río Magdalena Navegación Marítima y Fluvial (1986-2008)

Recibió el segundo puesto en premio Diodoro Sánchez de la Asociación Colombiana de Ingenieros que se otorga anualmente al Ingeniero Colombiano que haya concluido en el país en el año inmediatamente anterior, la obra más importante de ingeniería, o haya publicado el mejor libro sobre asuntos técnicos, económicos o históricos referentes a la Ingeniería Nacional.

## Familia
El Ingeniero Manuel Alvarado Ortega es hijo de Manuel Alvarado Cañón e Inés Ortega Núñez. Su abuelo, el Dr. Isidoro Ortega Umaña, persona que colaboró con el desarrollo de la región, fundó el Hospital San Vicente de Paul de Nemocón en Nemocón, Cundinamarca. El gobierno nacional le otorgó la Orden de Boyacá en 1943 de manos del Presidente de la República de Colombia por su colaboración social en la región.
- Datos: Q5945571